# Pièce de 10 francs Hercule
Pour les articles homonymes, voir 10 francs.
La Dix francs Hercule est une pièce de monnaie française reprenant le type Hercule créé par Augustin Dupré pour les premières pièces d'argent en francs de la Première République française (1795-1796).
Ce type a été réutilisé de nombreuses fois par la suite : pour la 50 francs Hercule ; la pièce de cinq francs commémorative de 1996 ; les pièces de 100 euros et de 10 euros (en argent) adaptées par Joaquin Jimenez.

## Frappes courantes
| millésime | numéro catalogue | tirage     | remarques                                         |
| --------- | ---------------- | ---------- | ------------------------------------------------- |
| 1964      | F.364/1          | 131        | présérie                                          |
| 1964      | F.364/2          | 3 500      | essai                                             |
| 1965      | F.364/3          | 8 050 500  |                                                   |
| 1966      | F.364/4          | 9 799 500  |                                                   |
| 1967      | F.364/5          | 10 099 500 |                                                   |
| 1967      | F.364/6          | 10 099 500 | variété avec un accent sur le « É » de RÉPUBLIQUE |
| 1968      | F.364/7          | 3 887 400  |                                                   |
| 1969      | F.364/8          | 760 550    |                                                   |
| 1970      | F.364/9          | 4 808 500  |                                                   |
| 1971      | F.364/10         | 513 000    |                                                   |
| 1972      | F.364/11         | 915 000    |                                                   |
| 1973      | F.364/12         | 206 500    |                                                   |

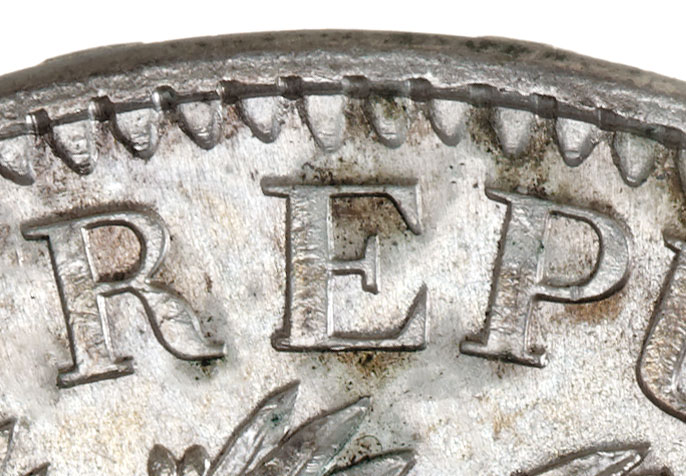
Détail de la frappe courante sans accent sur le « E »
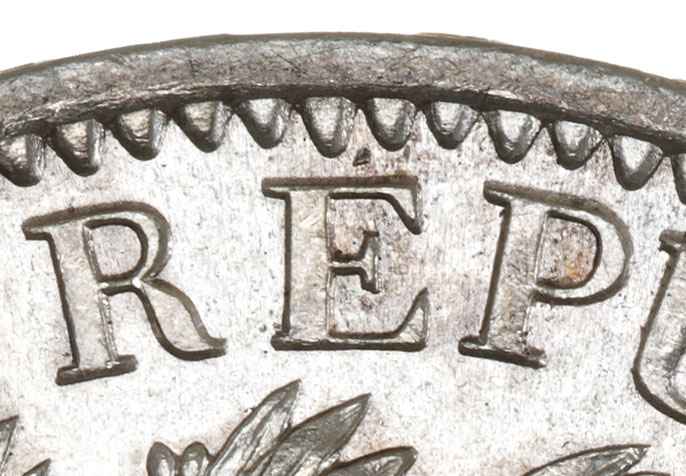
Détail de la variante de 1967 avec accent sur le « É »

## Frappes commémoratives
Pas de frappe commémorative pour cette pièce.

## Remarques
Pour la première année de frappe (1964), 134 exemplaires de présérie ont été distribués dans les bureaux de Poste avec la pension des retraités à fin de test, cette émission, qui ne porte pas le mot Essai et qui montre de minimes différences avec la gravure acceptée définitivement est rarissime. Les années suivantes sont très courantes ayant été très thésaurisées, seules les trois dernières années avec un tirage plus faible sont un peu moins courantes. Du fait de l'augmentation importante du cours de l'argent métal, ces pièces ont été beaucoup refondues après 1975. Une pièce de 20 francs prévue pour 1974 ne pourra pas voir le jour, rattrapée par les cours de l'argent qui s'envolent.
Elle est de nos jours utilisée par des épargnants comme valeur refuge face aux risques financiers, de par sa haute teneur en argent, 900 ‰, soit 22,5 g d'argent pur par pièce. Cette sécurité engendre en outre une appétence, relancée par les crises financières, qui lui procure une certaine liquidité en France, car il est relativement facile de la vendre dans les bureaux de change, chez les numismates, les bijouteries ou sur les sites d'annonces entre particuliers : le prix à la revente repose sur le fixing du prix de l'argent au kilo, comme les autres pièces françaises en argent sans valeur de collection qui sont cotées suivant leur poids de métal.

## Sources
- Victor Gadoury, Monnaies françaises , catalogue de cotation, éditions V. Gadoury [actualisée chaque année].
- René Houyez, Valeur des Monnaies de France et pays francophones. De 1795 à nos jours, éditions Garcen, 1998.